# Pfrunger und Burgweiler Ried
Das Gebiet Pfrunger und Burgweiler Ried ist ein 2007 eingerichtetes und mit Verordnung vom 5. Februar 2010 durch das Ministerium für Ernährung und Ländlichen Raum festgelegtes Europäisches Vogelschutzgebiet (Schutzgebietskennung DE-8022-401) in den baden-württembergischen Landkreisen Ravensburg und Sigmaringen in Deutschland.

## Lage
Das 2.825,8 Hektar (ha) große Vogelschutzgebiet Pfrunger und Burgweiler Ried liegt zwischen Ostrach im Norden und Wilhelmsdorf im Süden, auf einer durchschnittlichen Höhe von 610 m ü. NN, und verteilt sich auf fünf Gemeinden in den beiden Landkreisen
- Ravensburg (1.392,4 ha)
  - Gemeinden Guggenhausen (81,93 ha), Königseggwald (56,64 ha), Riedhausen (315,16 ha) und Wilhelmsdorf (938,69 ha)
- Sigmaringen (1.433,4 ha)
  - Gemeinde Ostrach (1.433,4 ha)

Es ist fast deckungsgleich mit dem Pfrunger-Burgweiler Ried, das nach dem Federsee mit 2.600 Hektar das zweitgrößte zusammenhängende Moorgebiet Südwestdeutschlands. Umgeben wird das Gebiet von tertiären Molassebergen, die in der Rinkenburg (718 m ü. NN) und dem Höchsten (837,8 m ü. NN) ihre höchsten Erhebungen erreichen.

### Managementplan
Ab voraussichtlich April 2016 bis Sommer 2018 soll für das Vogelschutzgebiet ein Managementplan erstellt und dafür eine vollständige fachliche Überprüfung und gegebenenfalls eine Anpassung der Außengrenzen durchgeführt werden. Dazu werden zuerst die relevanten Lebensraumtypen sowie Arten erfasst und dann entsprechende Maßnahmen formuliert.

## Beschreibung
Beschrieben wird das Gebiet Pfrunger und Burgweiler Ried in eiszeitlich geprägter Landschaft zwischen innerer und äußerer Würmendmoräne als „ausgedehnter Moorkomplex aus Hoch-, Zwischen- und Niedermooren mit großflächigen Wäldern und Grünlandflächen, Gewässern durch Torfabbau in allen Verlandungsstufen, Brachen, bewaldeten Seitenmoränen, Streuobst an Ortsrändern und Äckern“.

### Lebensraumklassen
|                                      |                                      |  |          |          |
| Laubwald                             | Laubwald                             |  | 141 ha   | 141 ha   |
| Mischwald                            | Mischwald                            |  | 226 ha   | 226 ha   |
| Nadelwald                            | Nadelwald                            |  | 113 ha   | 113 ha   |
| Feuchtes und mesophiles Grünland     | Feuchtes und mesophiles Grünland     |  | 28 ha    | 28 ha    |
| Binnengewässer, fließend und stehend | Binnengewässer, fließend und stehend |  | 198 ha   | 198 ha   |
| Moore, Sümpfe, Uferwuchs             | Moore, Sümpfe, Uferwuchs             |  | 565 ha   | 565 ha   |
| trockengelegtes Grünland             | trockengelegtes Grünland             |  | 1.357 ha | 1.357 ha |
| anderes Ackerland                    | anderes Ackerland                    |  | 198 ha   | 198 ha   |
|                                      |                                      |  |          |          |

## Bedeutung
Das Schutzgebiet ist das bedeutendste Brutgebiet für Krickente und Schlagschwirl in Baden-Württemberg sowie eines der wichtigsten baden-württembergischen Brutvorkommen von Tüpfelsumpfhuhn und Weißstorch.

## Schutzzweck
Die gebietsbezogenen Erhaltungsziele sind je nach Art unterschiedlich beschrieben:

### Baumfalke(Falco subbuteo)

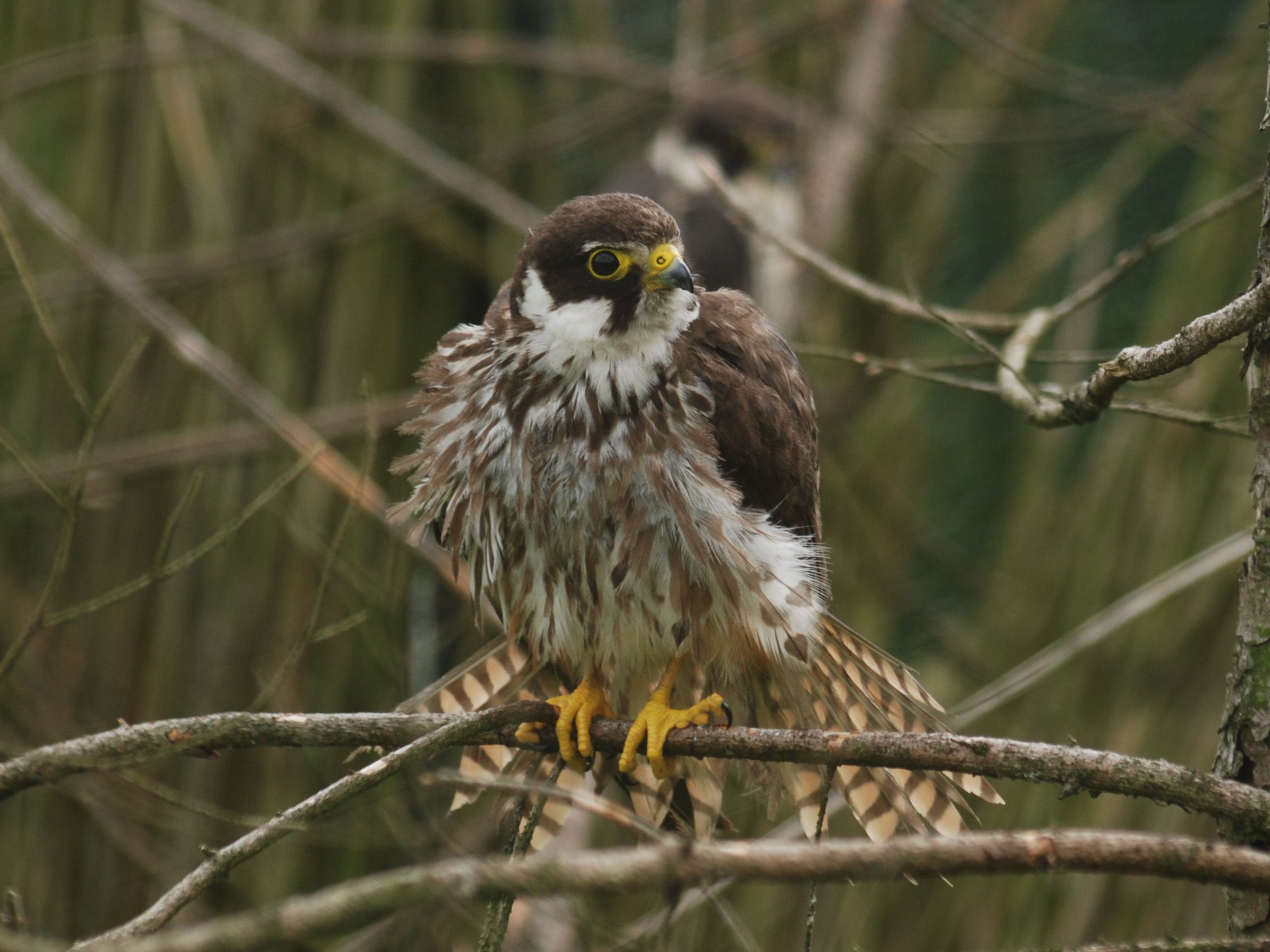
Baumfalke

Erhaltung von lichten Wäldern mit angrenzenden offenen Landschaften, von Altbäumen und Altholzinseln, von Überhältern, von Feldgehölzen oder Baumgruppen in Feldfluren oder entlang von Gewässern, von extensiv genutztem Grünland, von Gewässern mit strukturreichen Uferbereichen und Verlandungszonen, von Nistgelegenheiten wie Krähennester, des Nahrungsangebots, insbesondere mit Kleinvögeln und Großinsekten sowie störungsfreier oder zumindest störungsarmer Fortpflanzungsstätten während der Fortpflanzungszeit vom 15. April bis zum 15. September.

### Bekassine(Gallinago gallinago)
Erhaltung der Feuchtwiesenkomplexe, insbesondere mit Streuwiesen oder extensiv genutzten Nasswiesen, der naturnahen Bachniederungen und Moore, der Verlandungszonen stehender Gewässer mit lichtem Schilfröhricht oder Seggenrieden, der Lebensräume ohne Gefahrenquellen wie Freileitungen, Erhaltung von Flutmulden, zeitweise überschwemmten Senken, nassen Ackerbereichen und ständig Wasser führenden Gräben, von Gras-, Röhricht- und Staudensäumen sowie Erhaltung störungsfreier oder zumindest störungsarmer Fortpflanzungsstätten während der Fortpflanzungszeit zwischen dem 15. Februar und dem 15. August.

### Braunkehlchen(Saxicola rubetra)

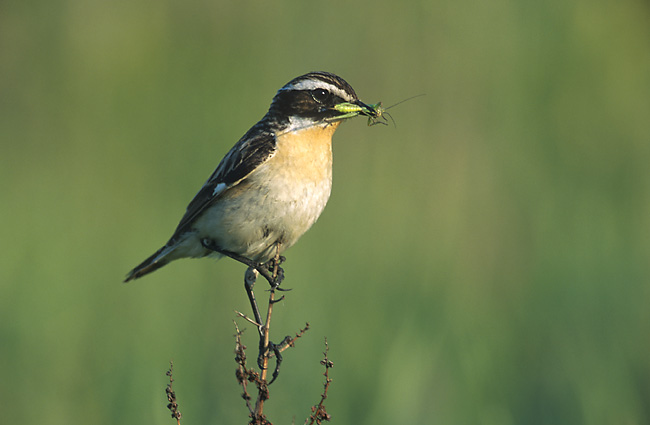
Braunkehlchen

Erhaltung von überwiegend spät gemähten extensiv bewirtschafteten Grünlandkomplexen, von Großseggenrieden, Mooren und Heiden, von Saumstreifen wie Weg- und Feldraine sowie Rand-, Altgrasstreifen, Brachen und gehölzfreien Böschungen, von vereinzelten Büschen, Hochstauden, Steinhaufen und anderen als Jagd-, Sitz- und Singwarten geeigneten Strukturen, von Sekundärlebensräumen wie aufgelassene Abbaustätten mit vorgenannten Lebensstätten, des Nahrungsangebots sowie störungsfreier oder zumindest störungsarmer Fortpflanzungsstätten während der Fortpflanzungszeit vom 1. Mai bis zum 31. August.

### Eisvogel(Alcedo atthis)
Erhaltung der naturnahen Gewässer, von Steilwänden und Abbruchkanten aus grabbarem Substrat in Gewässernähe, von für die Brutröhrenanlage geeigneten Wurzeltellern umgestürzter Bäume in Gewässernähe, von Strukturen, die als Ansitz für die Jagd genutzt werden können wie starke Ufergehölze mit über das Gewässer hängenden Ästen, Erhaltung einer Wasserqualität, die gute Sichtbedingungen für den Beutefang gewährleistet, einer Gewässerdynamik, die die Neubildung von zur Nestanlage geeigneten Uferabbrüchen ermöglicht, Erhaltung von Sekundärlebensräumen wie aufgelassene Abbaustätten mit Gewässern und Steilufern, des Nahrungsangebots mit Kleinfischarten und Jungfischaufkommen sowie Erhaltung störungsfreier oder zumindest störungsarmer Fortpflanzungsstätten während der Fortpflanzungszeit vom 15. Februar bis zum 15. September.

### Flussseeschwalbe(Sterna hirundo)
Erhaltung der naturnahen Gewässer, vorhandenen Nistgelegenheiten, des Nahrungsangebots mit Kleinfischarten und Jungfischaufkommen, einer Wasserqualität, die gute Sichtbedingungen für den Beutefang gewährleistet sowie störungsfreier oder zumindest störungsarmer Fortpflanzungsstätten während der Fortpflanzungszeit vom 1. April bis zum 30. September.

### Grauspecht(Picus canus)
Erhaltung von reich strukturierten lichten Laub- und Laubmischwäldern mit Offenflächen zur Nahrungsaufnahme, von Auenwäldern,  von extensiv bewirtschafteten Streuobstwiesen, Erhaltung der Magerrasen, mageren Mähwiesen oder Viehweiden, Erhaltung von Randstreifen, Rainen, Böschungen und gesäumten gestuften Waldrändern, von Altbäumen und Altholzinseln, von Totholz, insbesondere von stehendem Totholz, Erhaltung der Bäume mit Großhöhlen sowie des Nahrungsangebots.

### Krickente(Anas crecca)

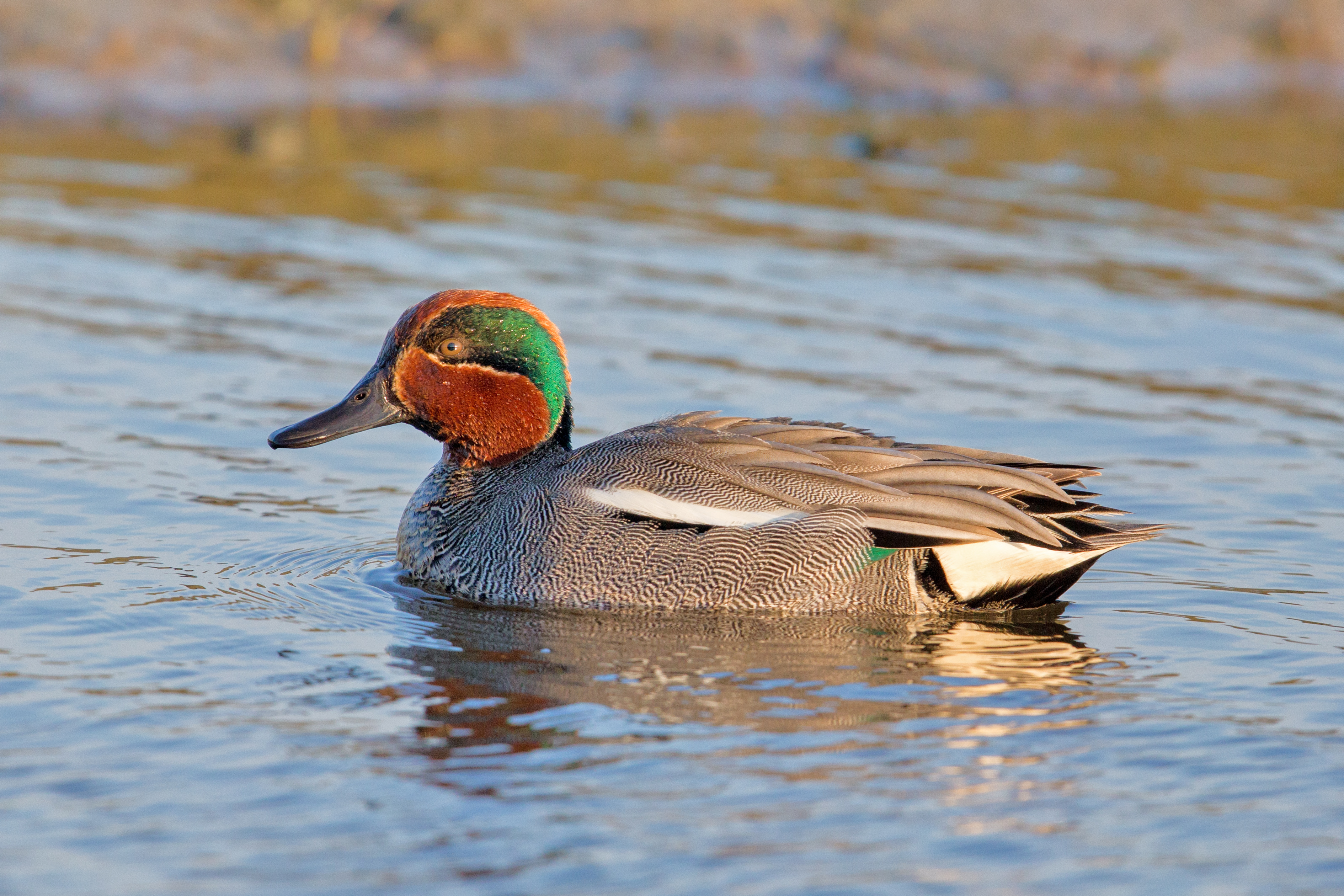
Krickente

Erhaltung der eutrophen vegetationsreichen Torfstichseen, Kleingewässer und von Wasser führenden Feuchtwiesengräben, der langsam fließenden Gewässer mit Flachwasserzonen, der Verlandungsbereiche mit Röhrichten, Seggenrieden, wasserständigen Gehölzen, Schlickflächen und Flachwasserzonen sowie Erhaltung störungsfreier oder zumindest störungsarmer Fortpflanzungs- bzw. Mauserstätten während der Brut- und Aufzuchtszeit (15. März bis 31. August) sowie der Mauser (1. Juli bis 30. September).

### Neuntöter(Lanius collurio)
Erhaltung von extensiv bewirtschafteten Streuobst-, Grünland- und Heidegebieten, von Nieder- und Mittelhecken aus standortheimischen Arten, insbesondere dorn- oder stachelbewehrte Gehölze, Erhaltung der Streuwiesen und offenen Moorränder, Erhaltung von Einzelbäumen und Büschen in der offenen Landschaft, von Feldrainen, Graswegen, Ruderal-, Staudenfluren und Brachen, Acker- und Wiesenrandstreifen, von Sekundärlebensräumen wie aufgelassene Abbaustätten mit vorgenannten Lebensstätten sowie Erhaltung des Nahrungsangebots, insbesondere mit größeren Insekten.

### Raufußkauz(Aegolius funereus)
Erhaltung von strukturreichen und großflächigen Nadel- oder Mischwäldern, insbesondere buchenreichen Nadelmischwäldern, von Mosaiken aus lichten Altholzbeständen und Lichtungen sowie Stangenholz- und Dickungsbereichen, von stehendem Totholz mit großem Stammdurchmesser, Erhaltung der Bäume mit Großhöhlen sowie Erhaltung störungsfreier oder zumindest störungsarmer Fortpflanzungsstätten während der Fortpflanzungszeit vom 1. März bis zum 1. August.

### Rohrweihe(Circus aeruginosus)
Erhaltung der Verlandungszonen, Röhrichten, Großseggenrieden, Feuchtwiesenkomplexen mit Streuwiesen oder extensiv genutzten Nasswiesen, Lebensräumen ohne Gefahrenquellen wie nicht vogelsichere Freileitungen und Windkraftanlagen, Erhaltung von Gras- und Staudensäumen, Sekundärlebensräumen wie aufgelassenen Torfstichen mit vorgenannten Lebensstätten sowie Erhaltung störungsfreier oder zumindest störungsarmer Fortpflanzungsstätten während der Fortpflanzungszeit vom 15. März bis zum 15. September.

### Rotmilan(Milvus milvus)
Erhaltung von vielfältig strukturierten Kulturlandschaften mit lichten Waldbeständen, von Feldgehölzen, großen Einzelbäumen und Baumreihen in der offenen Landschaft, von Grünland, von Altholzinseln und alten, großkronigen Bäumen mit freier Anflugmöglichkeit, Erhaltung der Bäume mit Horsten, der Lebensräume ohne Gefahrenquellen wie nicht vogelsichere Freileitungen und Windkraftanlagen sowie die Erhaltung störungsfreier oder zumindest störungsarmer Fortpflanzungsstätten während der Fortpflanzungszeit vom 1. März bis zum 31. August.

### Schlagschwirl(Locustella fluviatilis)

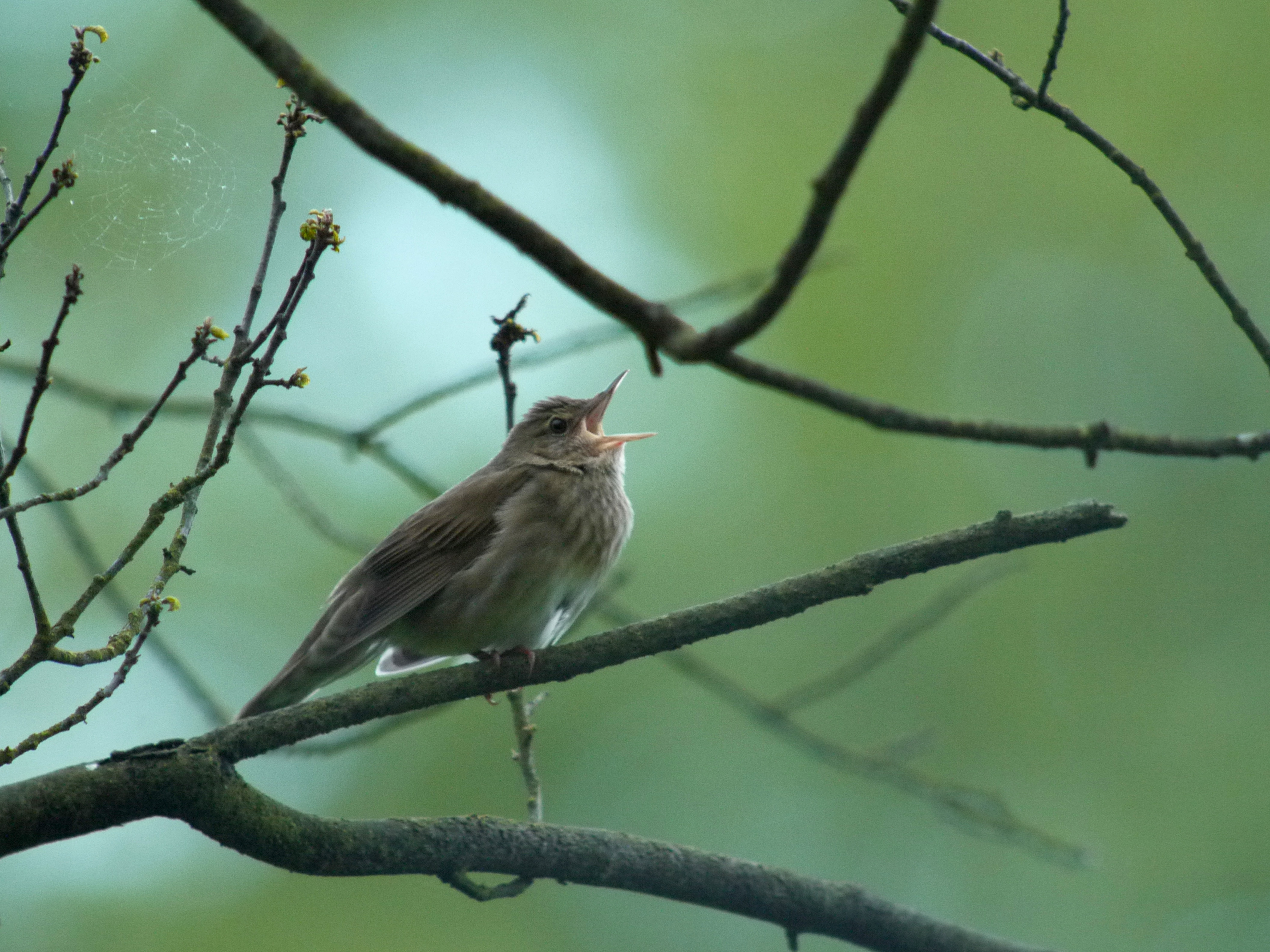
Schlagschwirl

Erhaltung der Niedermoore, Fließ- und Stillgewässer begleitenden dichten Ufervegetationen und von Feuchtgebieten mit Sukzessions- und Bewaldungsstadien, von lichten Auenwäldern und Sekundärlebensräumen wie aufgelassenen Torfstichen mit vorgenannten Lebensstätten.

### Schwarzmilan(Milvus migrans)
Erhaltung von vielfältig strukturierten Kulturlandschaften, von lichten Waldbeständen, insbesondere Auenwäldern, von Feldgehölzen, großen Einzelbäumen und Baumreihen in der offenen Landschaft, Grünland, Altholzinseln und alten, großkronigen Bäumen mit freier Anflugmöglichkeit, insbesondere in Waldrandnähe, Erhaltung der naturnahen Fließ- und Stillgewässer, Erhaltung der Bäume mit Horsten, der Lebensräume ohne Gefahrenquellen wie nicht vogelsichere Freileitungen und Windkraftanlagen sowie Erhaltung störungsfreier oder zumindest störungsarmer Fortpflanzungsstätten während der Fortpflanzungszeit vom 1. März bis zum 15. August.

### Schwarzspecht(Dryocopus martius)
Erhaltung von ausgedehnten Wäldern, Altbäumen und Altholzinseln, Totholz, Erhaltung der Bäume mit Großhöhlen sowie des Nahrungsangebots, insbesondere mit Ameisen.

### Tüpfelsumpfhuhn(Porzana porzana)

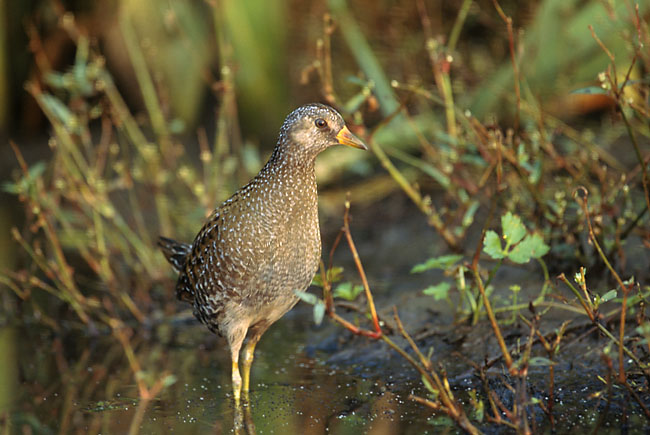
Tüpfelsumpfhuhn

Erhaltung der Verlandungszonen mit niedrig überfluteter abwechslungsreicher krautiger Vegetation wie in Übergangszonen zwischen Röhrichten und Großseggenrieden, im Uferbereich von ausgedehnten Schilfbeständen und in überschwemmten Feuchtwiesen, Erhaltung einer flachen Überstauung der Lebensstätten während der gesamten Fortpflanzungszeit (15. März bis 15. August), Erhaltung der Lebensräume ohne Gefahrenquellen wie Freileitungen, Erhaltung von Sekundärlebensräumen wie staunassen Torfstichen und Entwässerungsgräben mit Schilfstreifen, Seggenbülten und einer lockeren Krautschicht sowie störungsfreier oder zumindest störungsarmer Fortpflanzungsstätten.

### Wasserralle(Rallus aquaticus)
Erhaltung der stehenden Gewässer mit Flachwasserzonen, der Fließgewässerabschnitte und Wassergräben mit deckungsreicher Ufervegetation, der Riede und Moore mit zumindest kleinen offenen Wasserflächen, der deckungsreichen Verlandungsbereiche mit flach überfluteten Röhrichten, Großseggenrieden und Ufergebüschen, der Lebensräume ohne Gefahrenquellen wie Freileitungen, Erhaltung von Sekundärlebensräumen wie aufgelassenen Torfstichen mit vorgenannten Lebensstätten sowie Erhaltung störungsfreier oder zumindest störungsarmer Fortpflanzungsstätten während der Fortpflanzungszeit vom 15. März bis zum 15. September.

### Weißstorch(Ciconia ciconia)

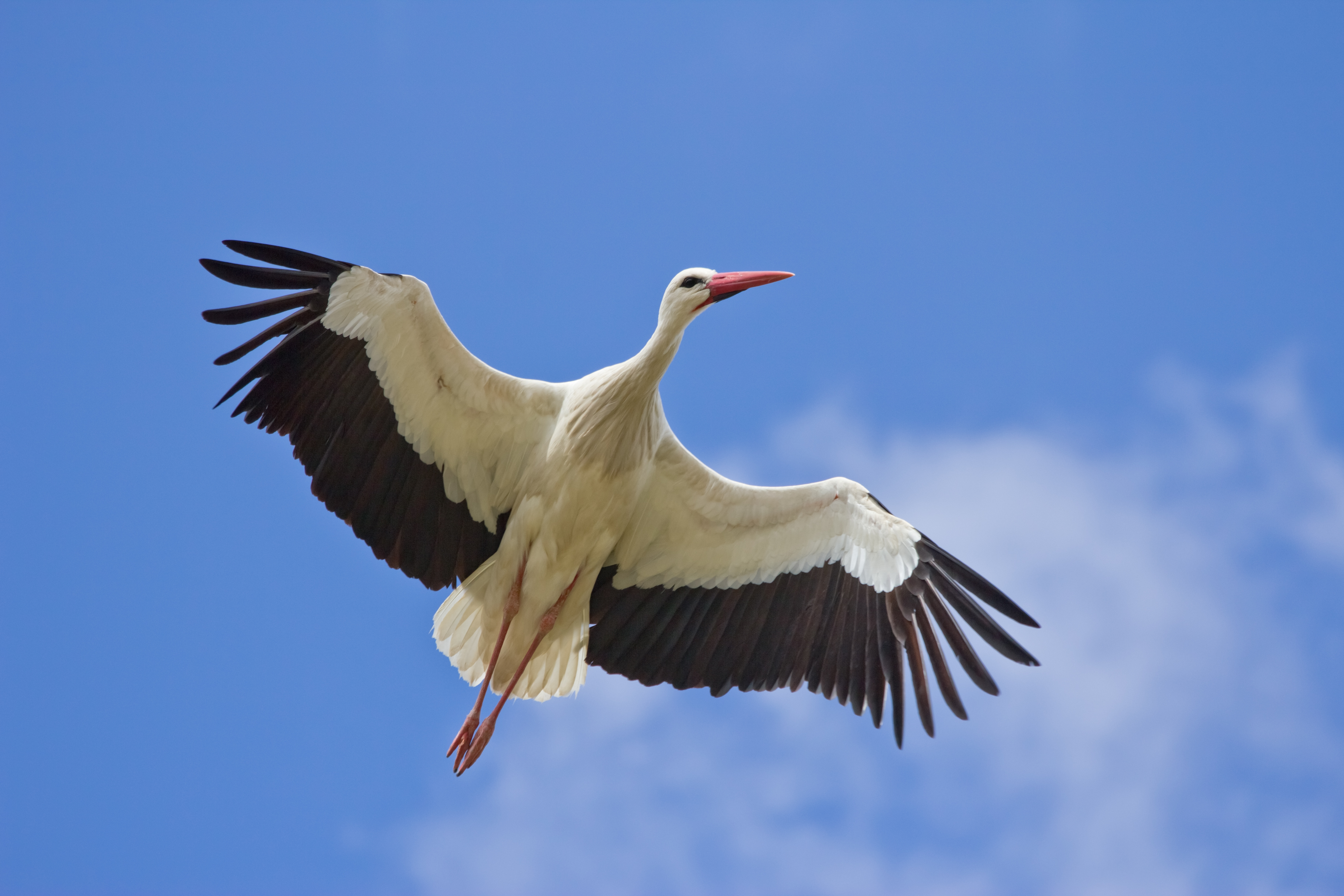
Weißstorch

Erhaltung von weiträumigem, extensiv genutztem Grünland mit Feuchtwiesen und Viehweiden, von zeitlich differenzierten Nutzungen im Grünland, von Gras-, Röhricht- und Staudensäumen, insbesondere in Verbindung mit Wiesengräben, von hohen Grundwasserständen, Erhaltung der Niedermoore, Tümpel, Teiche, Wassergräben, zeitweilig überschwemmten Senken, Lebensräume ohne Gefahrenquellen wie nicht vogelsichere Freileitungen und ungesicherte Schornsteine sowie Erhaltung des Nahrungsangebots, insbesondere mit Kleinsäugern, Amphibien, Reptilien, großen Insekten und Würmern.

### Wespenbussard(Pernis apivorus)
Erhaltung von vielfältig strukturierten Kulturlandschaften, lichten Laub- und Misch- sowie Kiefernwäldern, Feldgehölzen, extensiv genutztem Grünland, Altholzinseln und alten, großkronigen Bäumen mit freier Anflugmöglichkeit, Erhaltung der Magerrasen, Bäumen mit Horsten, Erhaltung des Nahrungsangebots, insbesondere mit Staaten bildenden Wespen und Hummeln sowie Erhaltung störungsfreier oder zumindest störungsarmer Fortpflanzungsstätten während der Fortpflanzungszeit vom 1. Mai bis zum 31. August.

### Zwergtaucher(Tachybaptus ruficollis)
Erhaltung der zumindest stellenweise deckungsreichen Stillgewässer, Feuchtwiesengräben, langsam fließenden Bäche und Wiesengräben, Verlandungszonen mit Röhrichten wie Schilf-, Rohrkolben-, Wasserschwaden- oder Rohrglanzgrasbestände, Erhaltung einer Wasserqualität, die gute Sichtbedingungen für den Beutefang gewährleistet, Erhaltung von Sekundärlebensräumen wie aufgelassene Torfstiche mit vorgenannten Lebensstätten sowie Erhaltung störungsfreier oder zumindest störungsarmer Fortpflanzungsstätten während der Fortpflanzungszeit (15. Februar bis 15. September).

## Zusammenhang mit anderen Schutzgebieten
Mit dem Vogelschutzgebiet Pfrunger und Burgweiler Ried zusammenhängende Schutzgebiete sind die Naturschutzgebiete Laubbachmühle (NSG-Nr. 4.090), Mühlebach (NSG-Nr. 4.258), Pfrunger-Burgweiler Ried (NSG-Nr. 4.028), Überwachsener See (NSG-Nr. 4.068), die Landschaftsschutzgebiete Altshausen-Laubbach-Fleischwangen (LSG-Nummer 4.37.030) und Pfrunger Ried – Rinkenburg (LSG-Nummer 4.36.010) sowie das FFH-Gebiet Pfrunger Ried und Seen bei Illmensee (Nr. 8122-342).